# Dubno
Dubno (em ucraniano:  Ду́бно) é uma cidade e município localizado às margens do rio Ikva, no Oblast de Rivne (província), no oeste da Ucrânia. É o centro administrativo de Dubno Raion (distrito) e está localizada na intersecção de duas principais rotas europeias, a E40 e a E84. A sua população foi estimada em cerca de 38.037 em 2011, e atualmente em  37.257 (em 2021). Ela está localizado na região histórica de Volínia.
Nos tempos soviéticos, era o lar da base aérea de Dubno, instalação da Guerra Fria. A cidade também é famosa por sua fortaleza.

## História

### Idade Média
Mencionado pela primeira vez em uma crônica de 1100, quando estava na posse do neto de Yaroslav, o Sábio, David de Brest, Dubno foi até mesmo uma sede de príncipes locais por um curto período de tempo. Em 1240 a cidade foi invadida pelos mongóis. No início do século XIV, a região foi objeto de rivalidade polaco-lituana, como resultado da qual Dubno se tornou parte deste último. No entanto, logo depois com a União de Krewo (1385), ficou sob influência polonesa como parte da União Polaco-Lituana. Em 1386, o rei Władysław II Jagiełło concedeu a Dubno, juntamente com a vizinha Ostróg, o magnata Feodor Ostrogski e, desde então, como uma cidade privada, pertenceu por mais de 200 anos à influente família Ostrogski. Mais tarde, tornou-se uma fortaleza notável na Volhynia. Concedido os direitos da cidade em 1498 por Alexander Jagiellon, a cidade atraiu muitos colonos estrangeiros, principalmente judeus e armênios. Como tal, tornou-se a sede de uma das comunas judaicas mais antigas e vibrantes da Europa Central e Oriental. Desde o século XIV propriedade da poderosa família Ostrogski, que construiu o Castelo de Dubno durante os tempos de Konstanty Wasyl Ostrogski.

### Período moderno adiantado

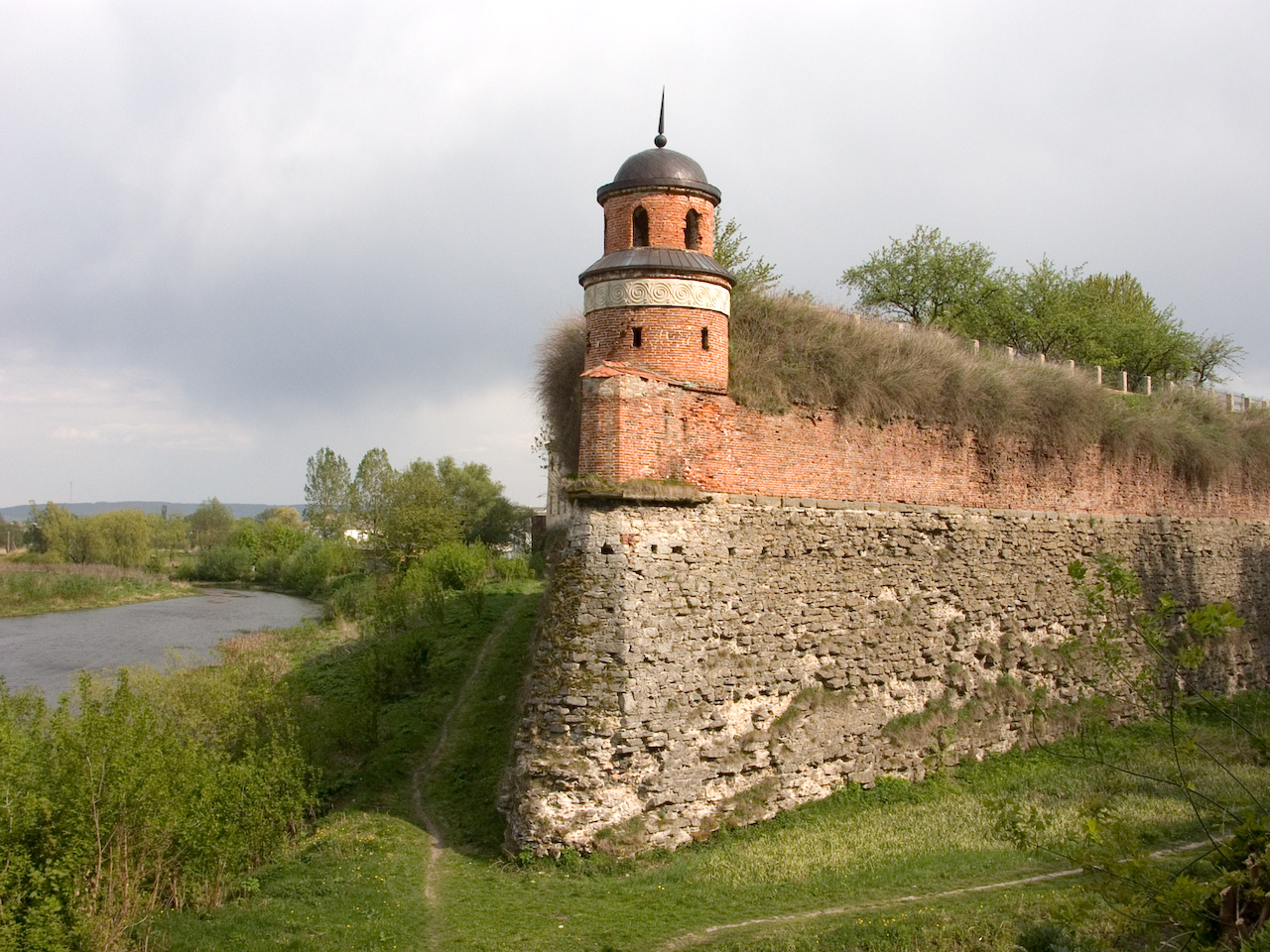
Fortaleza de Dubno.

Entre 1489 e 1506 o castelo foi significativamente ampliado por Konstanty Ostrogski, que o transformou em uma fortaleza moderna, uma das mais fortes da região. Depois de 1566, Dubno fazia parte da Voivodia da Volínia da Província da Pequena Polônia da Coroa Polonesa. Durante a Guerra polaco-moscovita de 1605-1618, em 1617, o príncipe e futuro rei Władysław IV Vasa residiu na cidade.
Com a morte de Janusz Ostrogski em 1619, o último de seus parentes, a área foi herdada por seu cunhado Aleksander Zasławski do ramo cadete da família Ostrogski. Naquela época, foi novamente modernizado para enfrentar os padrões da guerra renascentista e modernização da artilharia. Finalmente, em 1673 passou para a família Lubomirski, que construiu um novo palácio dentro das muralhas da fortaleza.
Na década de 1780, o castelo passou por mais uma modernização e foi reconstruído como casarão residencial, perdendo principalmente seu caráter fortificado. Em 1781, o rei Stanisław August Poniatowski visitou Dubno. Naquela época, a cidade era o maior assentamento da Voivodia da Volínia e sem dúvida o centro mais notável da área. Apesar das Partilhas da Polônia, a cidade floresceu inicialmente após a primeira partição, pois o registro szlachta foi transferido para lá de Lwów, que foi anexada pela Áustria. A própria Dubno foi anexada pela Rússia Imperial em 1795 durante a Terceira Partição da Polônia, após o que o registro da nobreza foi transferido para Kyiv e a cidade perdeu sua importância, caindo gradualmente em negligência.

### Período moderno tardio

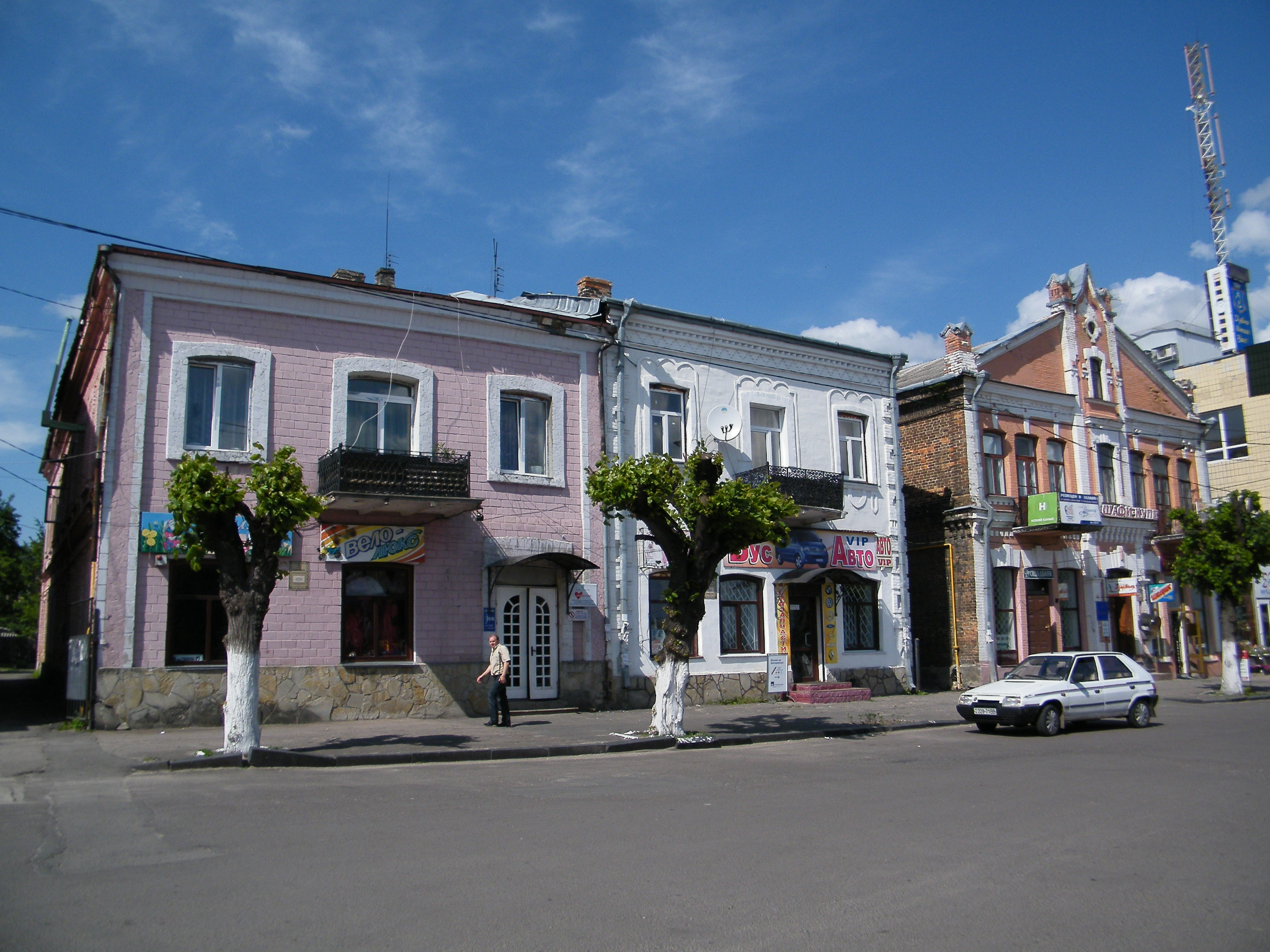
Centro velho de Dubno.

Como parte da repressão anti-polonesa, a administração russa fechou os mosteiros Bernardino e Carmelita e confiscou-os da Igreja Católica. Em 1870, Dubno foi declarada Vila Fortificada, o que impôs sérias limitações ao assentamento e construção de moradias, limitando ainda mais o seu desenvolvimento. No entanto, permaneceu um notável centro de comércio, principalmente por causa de numerosos assentamentos tchecos ao redor da cidade, que lhe deram o apelido de cervejaria da Volínia. O castelo foi arruinado em 1915 durante a Primeira Guerra Mundial.

Brasão de armas polonês histórico de Dubno.

Retomado pela Polônia após a independência do estado em 1918 e finalmente concedido à Polônia na Paz de Riga, foi sede de um powiat e uma notável guarnição militar tanto do Corpo de Proteção de Fronteira (Korpus Ochrony Pogranicza, KOP) quanto do Exército polonês, com o 43º Regimento de Fuzileiros (parte da 13ª Divisão de Infantaria Kresy), e o 2º Regimento de Artilharia Montada (parte da Brigada de Cavalaria Volínia) estacionado ali. Dubno também foi a sede do Seminário Papal Oriental (Papieskie Seminarium Wschodnie). Em 1935, começou a ser construída uma grande prisão, a terceira maior da Polônia na época. Entre 1932 e 1939, o castelo estava sendo reconstruído em sua forma original, mas as obras foram interrompidas pela eclosão da Segunda Guerra Mundial. Em 1937, sua população era de aprox. 15.500, dos quais judeus eram 45%, ucranianos 29% e poloneses 26%.

### Segunda Guerra Mundial e pós-guerra

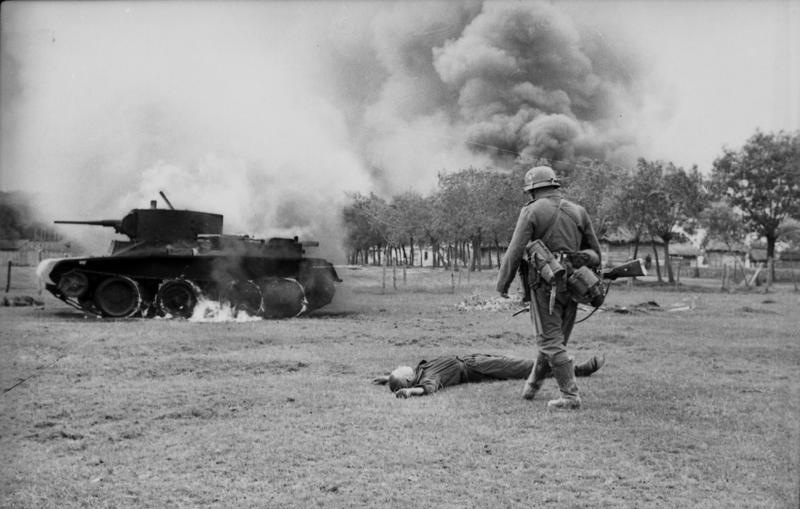
Soldado alemão observando um tanque BT-5 em chamas, com um tripulante morto ao lado, durante os primeiros dias da invasão da União Soviética, 1941.

Ocupado pela União Soviética após o Pacto Molotov-Ribbentrop de 1939, foi sujeito a duras políticas do NKVD. A prisão incompleta foi tomada pelo NKVD em dezembro de 1939 e foi usada para prisioneiros políticos de todas as partes da Polônia ocupada pelos soviéticos. Entre 1.500 e 3.000 prisioneiros foram mantidos em condições adversas, com novos detentos chegando depois que os anteriores foram sucessivamente transportados para Gulags e outras prisões soviéticas. Em 1940, a maioria dos poloneses locais foram presos e reassentados em vários gulags soviéticos e prisões em toda a URSS. Em 1941, após a eclosão da guerra soviético-alemã, em 24 e 25 de junho de 1941, aproximadamente 550 prisioneiros da prisão de Dubno foram executados pela NKVD em retirada, enquanto apenas 8 deles sobreviveram. Naquela época, nas proximidades da cidade (e ao redor de Lutsk e Brody), uma grande batalha de tanques foi travada.

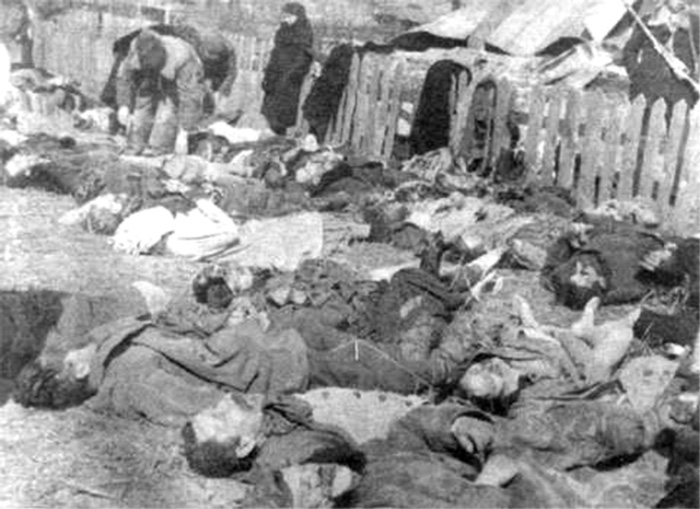
Vítimas polonesas de um massacre cometido pelo Exército Insurgente Ucraniano na aldeia de Lipniki, em Wołyń (Volvínia), 1943.

Na Batalha de Brody de 1941, o 1º Grupo Panzer alemão sob o comando do General Ewald von Kleist conseguiu quebrar o contra-ataque dos 9º e 19º Corpos Mecanizados soviéticos e do 8º Corpo Mecanizado. O 8º Grupo de Tanques do Corpo tomou Dubno e o manteve por 5 dias antes da cidade ser retomada por forças alemãs mais fortes. O comando soviético na batalha foi de Konstantin Rokossovski, Nikolay Feklenko e D.I Rybjasev, comandante do grupo de tanques do 8º Corpo estava o comissário de brigada N.K. Popel, respectivamente. Logo depois a cidade foi ocupada pela Alemanha Nazista. Durante a ocupação, os alemães explodiram a histórica prefeitura do século XVIII.
Na segunda metade de 1943, Dubno tornou-se um abrigo para a população polonesa da Volínia, que imigrou para escapar do Genocídio Volínio. A cidade foi defendida por uma unidade de autodefesa polonesa, que foi tolerada pelas autoridades alemãs. Em 28 de fevereiro de 1944, os alemães evacuaram os poloneses de Dubno para Brody e depois para o Reich, onde se tornaram trabalhadores escravos. Em 1944, Dubno se viu novamente sob ocupação soviética e depois da guerra foi tomada da Polônia e anexada pela União Soviética de acordo com a Conferência de Potsdam.
Em 1959, a Igreja Católica Romana de São João Nepomuk foi fechada pelos soviéticos, sendo reaberta apenas em 1993, graças aos esforços da comunidade polonesa local. Após a dissolução da União Soviética, Dubno tornou-se parte da Ucrânia.

## História judaica

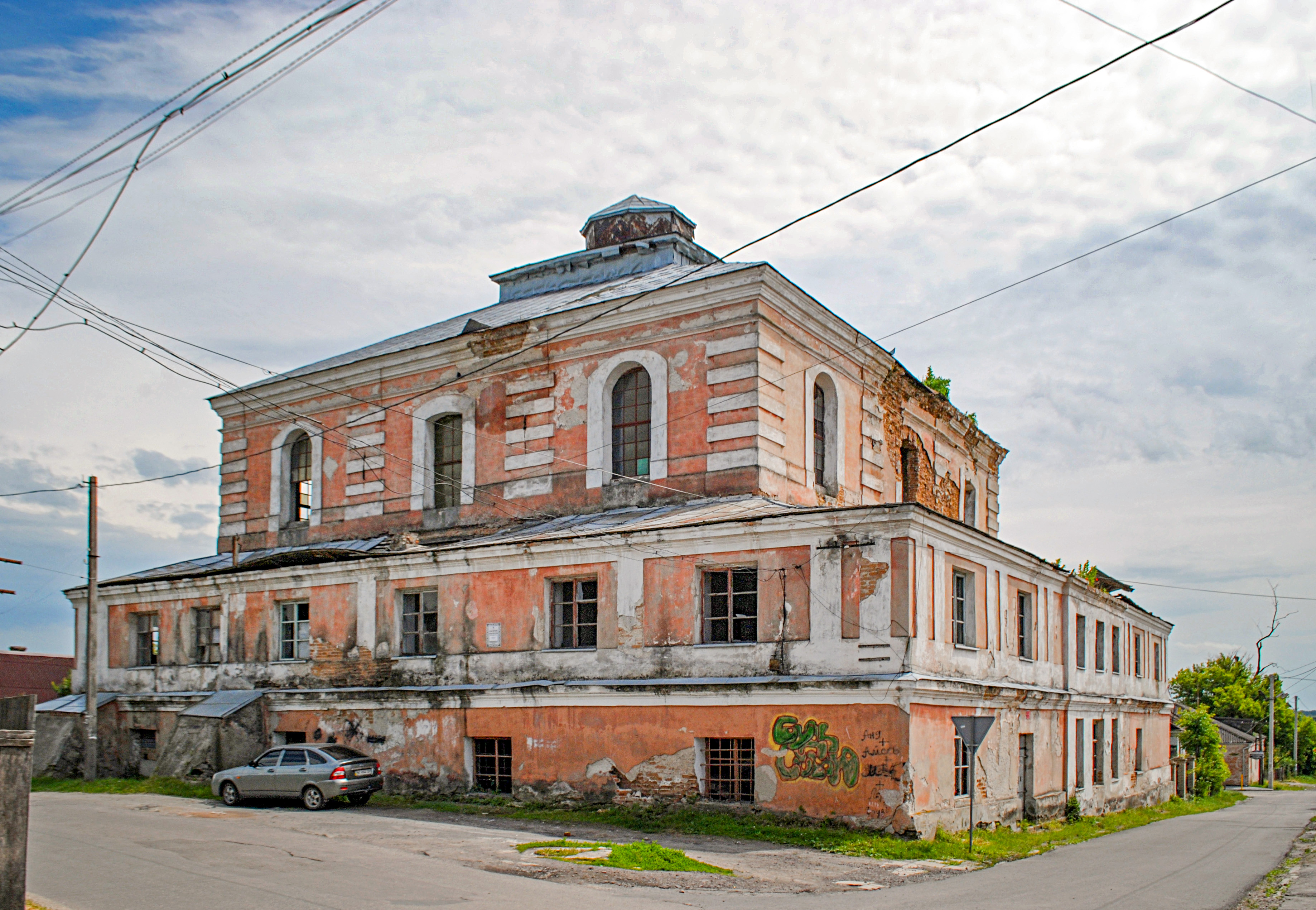
A Grande Sinagoga de Dubno.

De acordo com o censo de 1897, Dubno tinha uma população de 13.785, incluindo 5.608 judeus. As principais fontes de renda da comunidade judaica eram as ocupações comerciais e industriais. Eram 902 artesãos, 147 diaristas, 27 funcionários de fábricas e oficinas e 6 famílias cultivando a terra. A cidade tinha um hospital judaico e várias chederim (escolas judaicas). A data mais antiga dada em conexão com os judeus de Dubno é o início do século XVII. Em 1650, havia 47 famílias judias e 141 cristãs tributáveis.
Dubno é talvez mais conhecido no mundo judaico como o lar de longa data de Yosef Yaakov (Yoska) Sabatka, o rabino Yosef, o rabino de Dubno e Jacob ben Wolf Kranz, conhecido como o Maguid de Dubno (ou Dubner). O intelectual do século XIX, Joel Baer Falkovich, também nasceu em Dubno e onde foi um pioneiro da Haskalah, embora tenha se mudado para Odessa mais tarde na vida.
A ocupação nazista de Dubno começou em 25 de junho de 1941. Durante a Páscoa de 1942, um grande gueto foi criado na cidade. O gueto incluía a população judaica local, bem como muitos refugiados de outras partes da Polônia que fugiram para o leste. Dentro do gueto de Dubno, todos os judeus eram identificados pela Estrela de Davi em uma braçadeira. Com 12.000 pessoas em uma pequena área, o gueto ficou superlotado e a fome e doenças eram abundantes. Depois de 24 de outubro de 1942, a comunidade judaica deixou de existir.
A maioria dos judeus locais (cerca de 12.000, ou seja, 59% dos habitantes pré-guerra da cidade) foram mortos no Holocausto. Eles foram fuzilados em execuções em massa pela Einsatzgruppe da SS fora da cidade. Uma descrição detalhada do assassinato em massa foi dada por Hermann Friedrich Graebe nos julgamentos de Nuremberg. Um jovem oficial alemão do 9º Regimento de Infantaria alemão, Axel von dem Bussche, testemunhou as execuções e reagiu juntando-se ao movimento de resistência contra Hitler. Cerca de 300 judeus conseguiram sobreviver aos massacres.

## Galeria

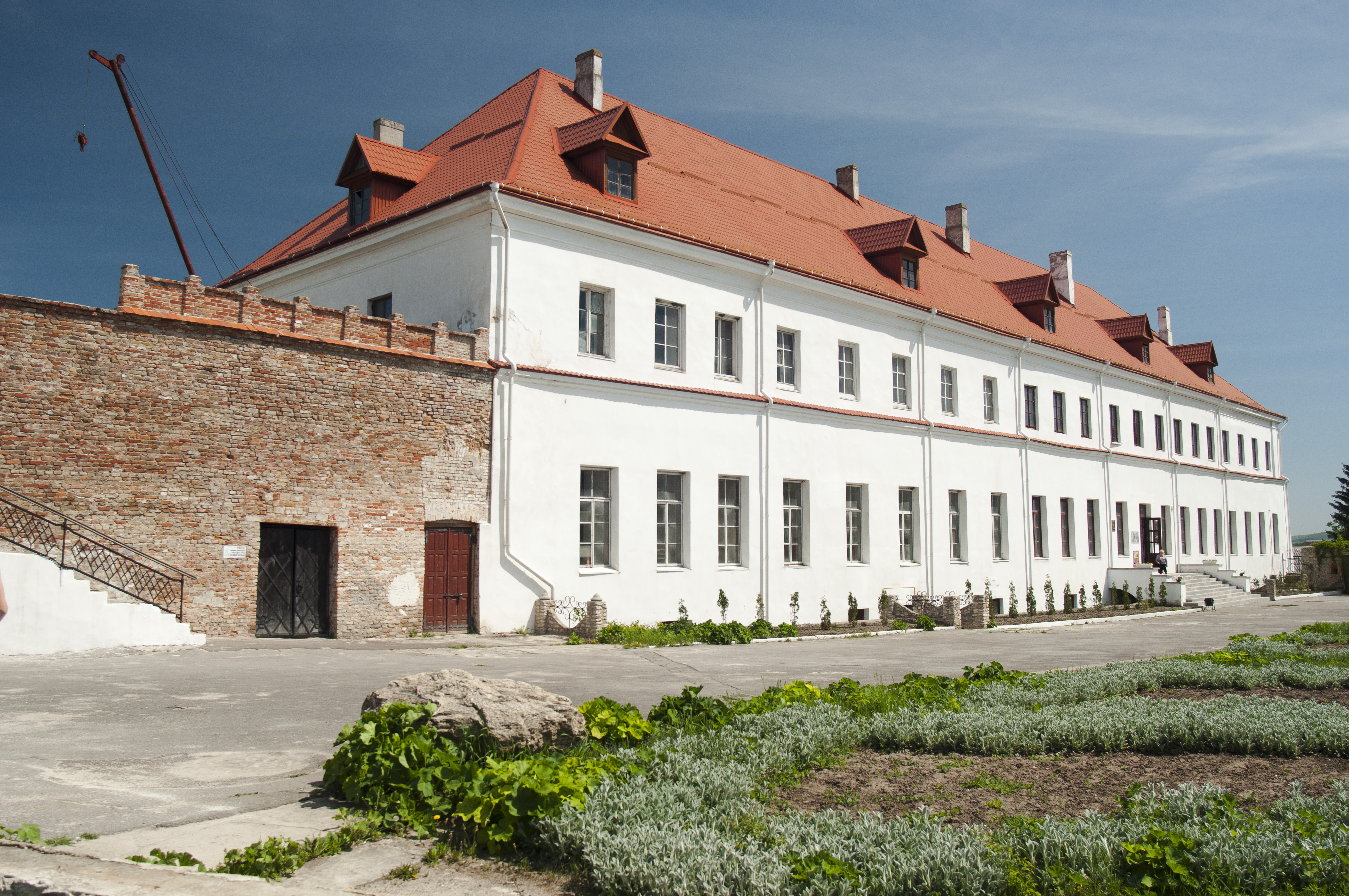
O Palácio Lubomirski.
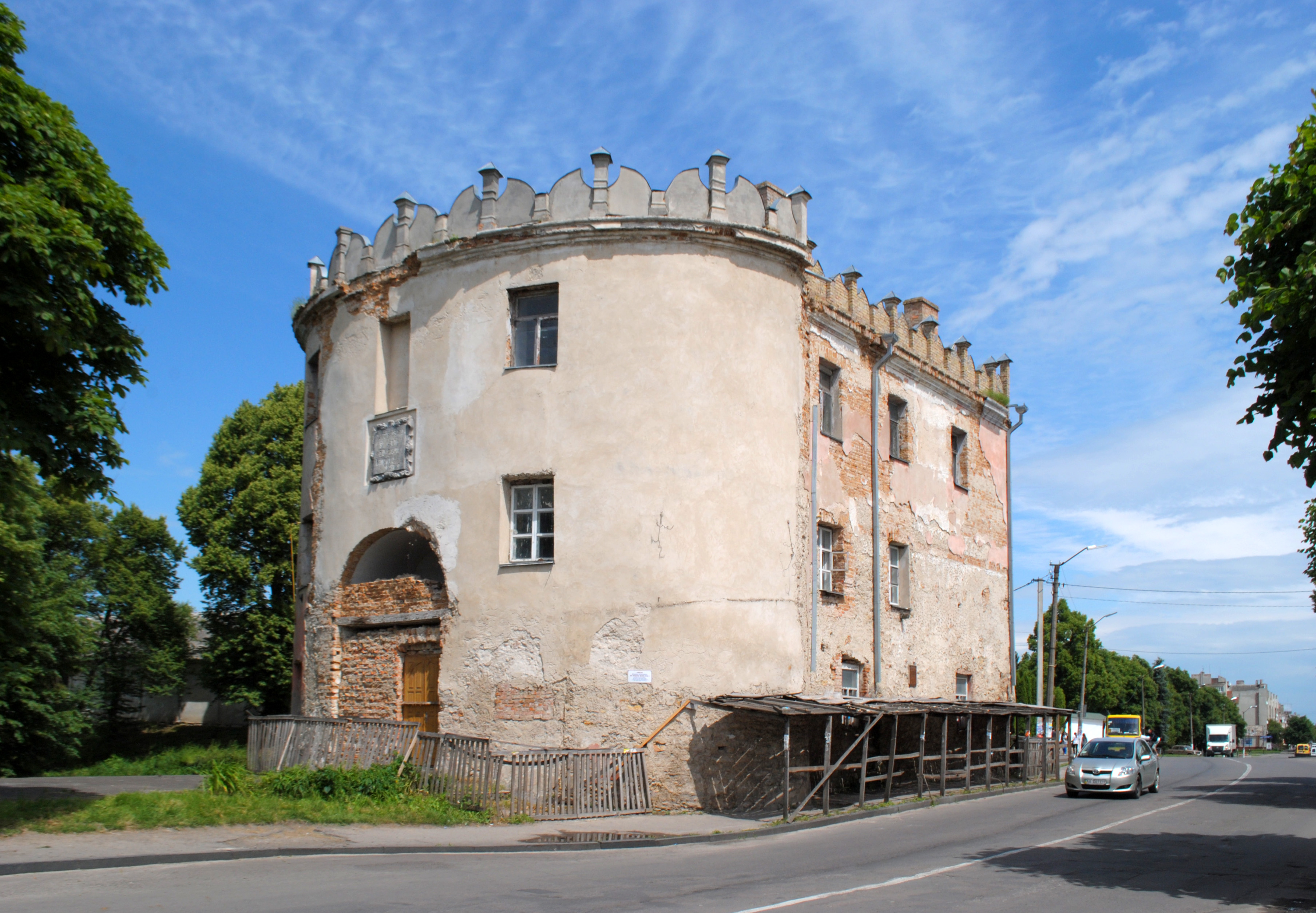
Portão de Lutsk.
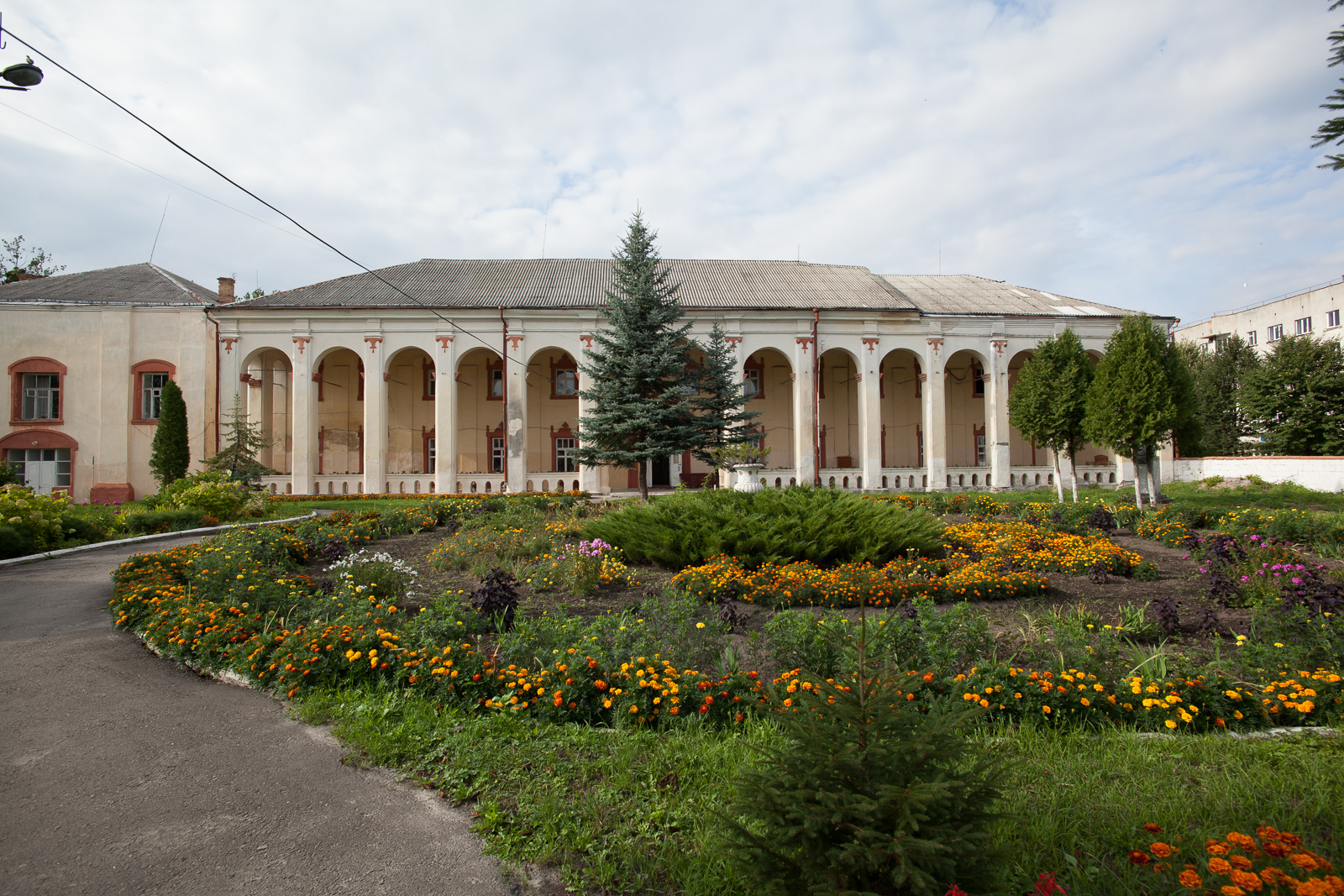
Monastério Carmelita.
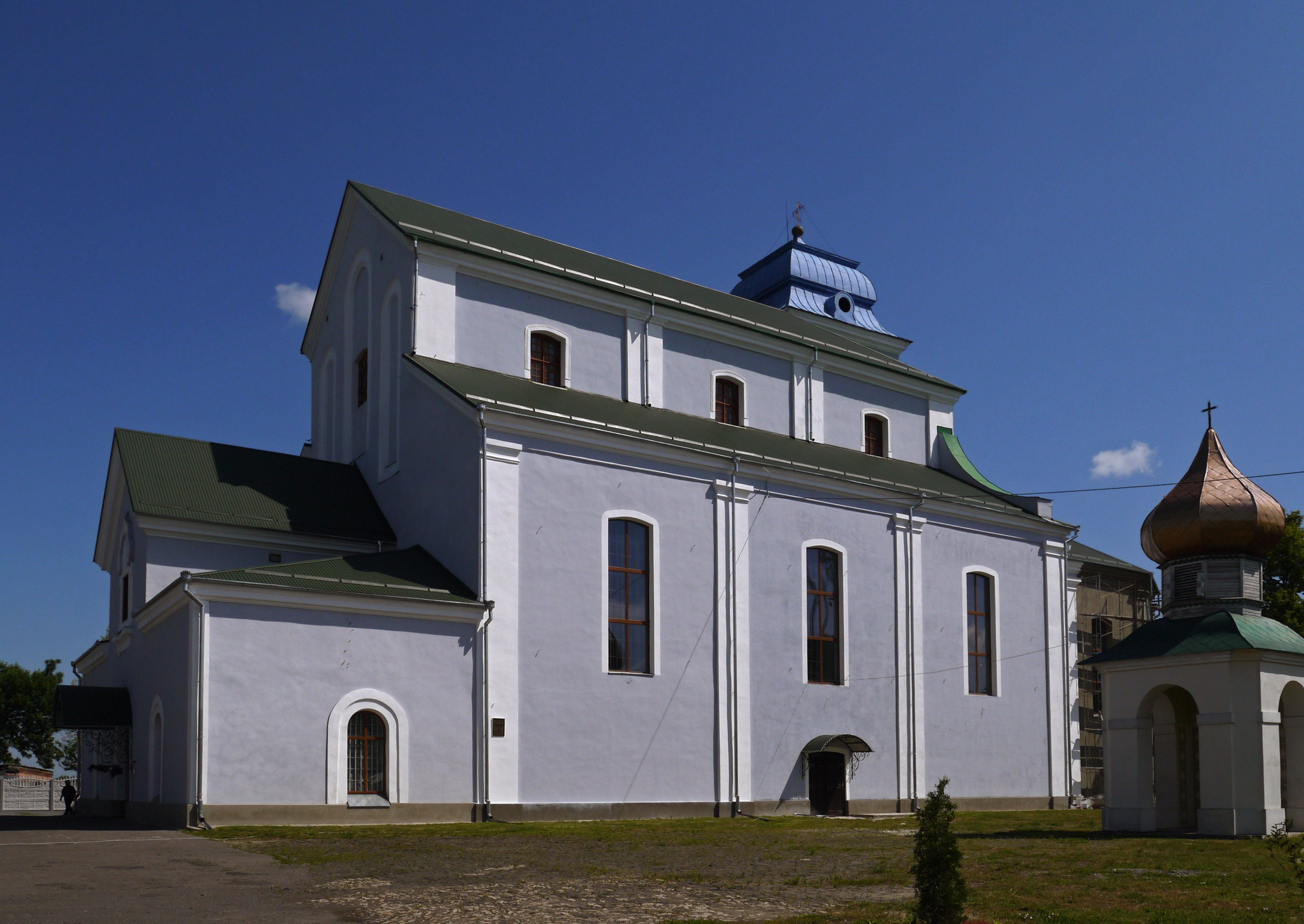
Monastério Bernardino.
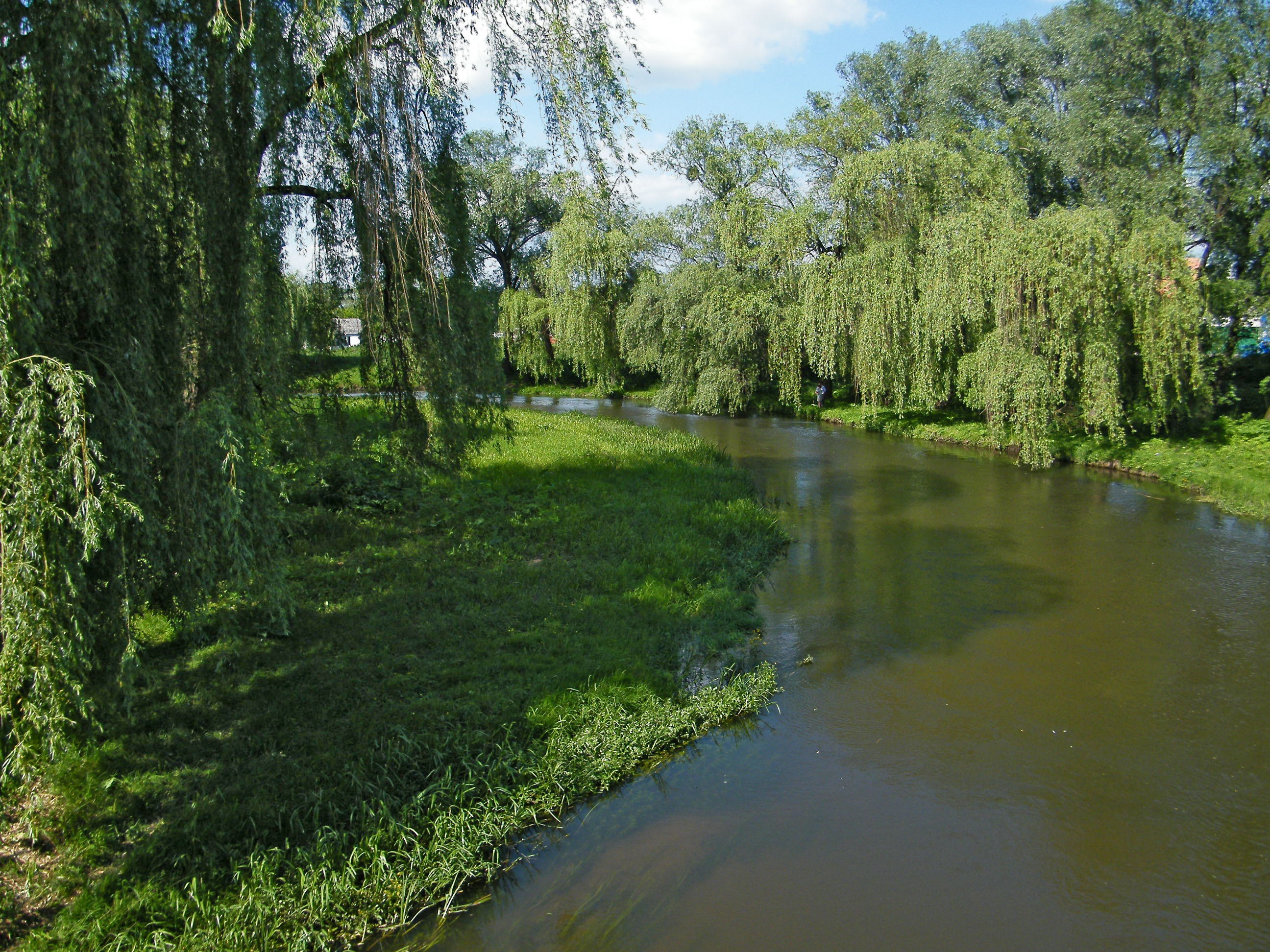
Rio Ikva em Dubno.
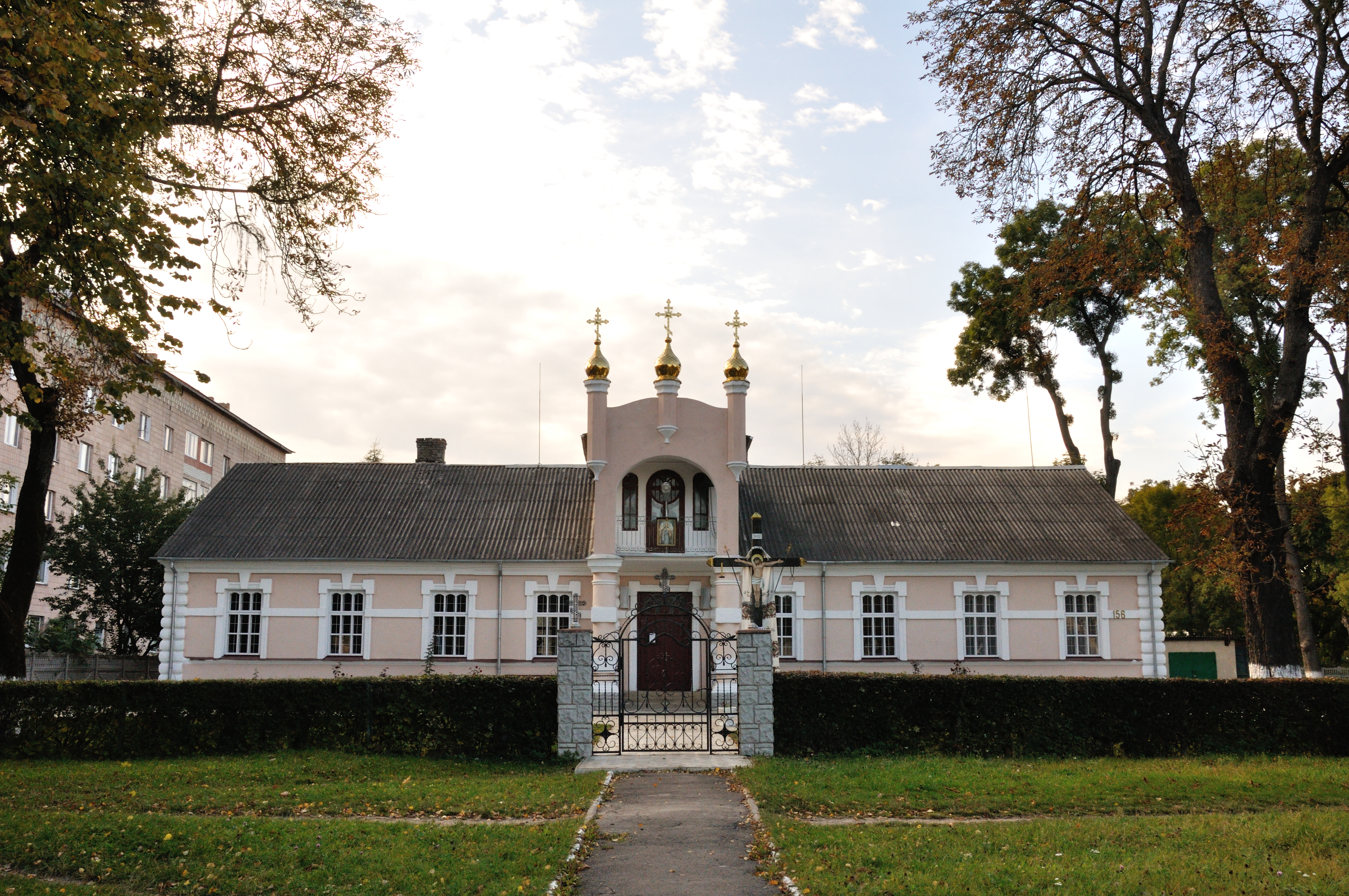
Mansão Dombrowski em Dubno.
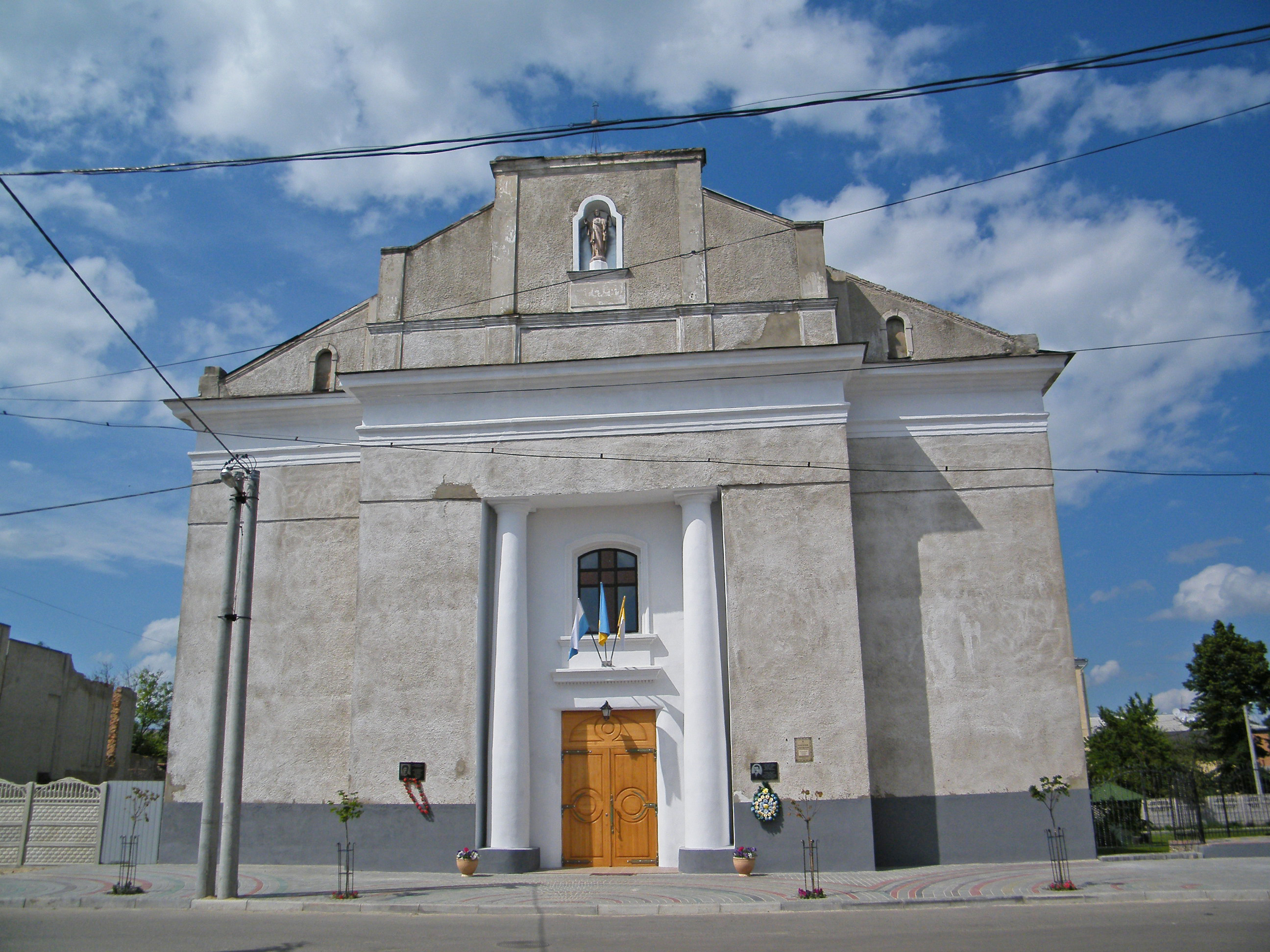
Igreja de São João Nepomuk.
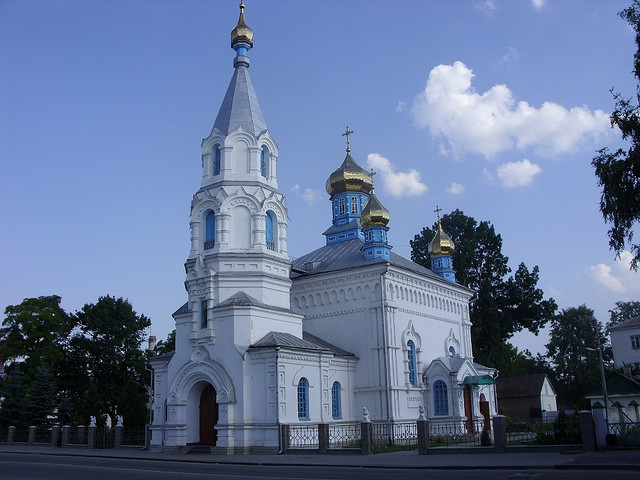
Igreja de São Elias.
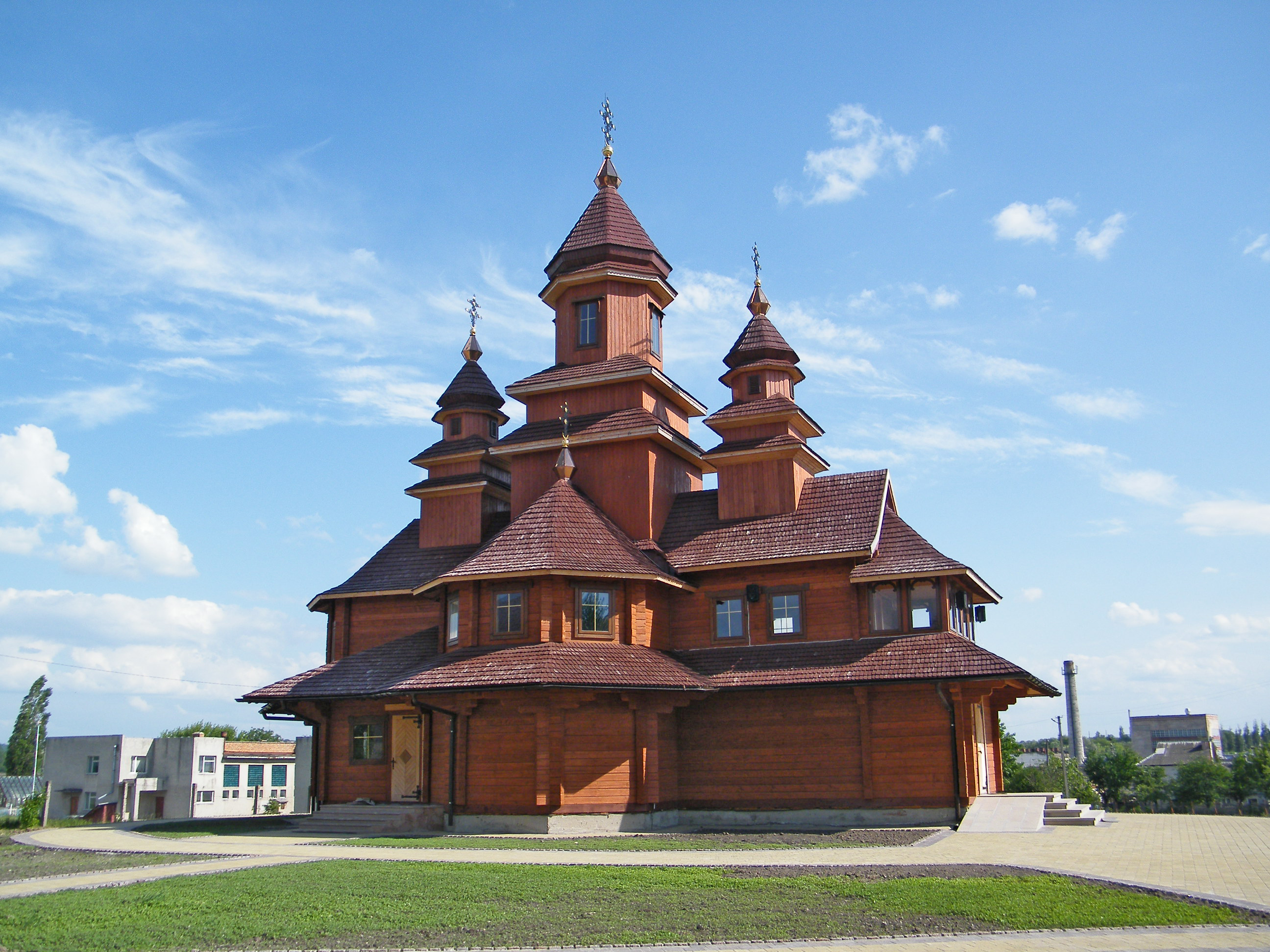
Igreja da Ascensão.
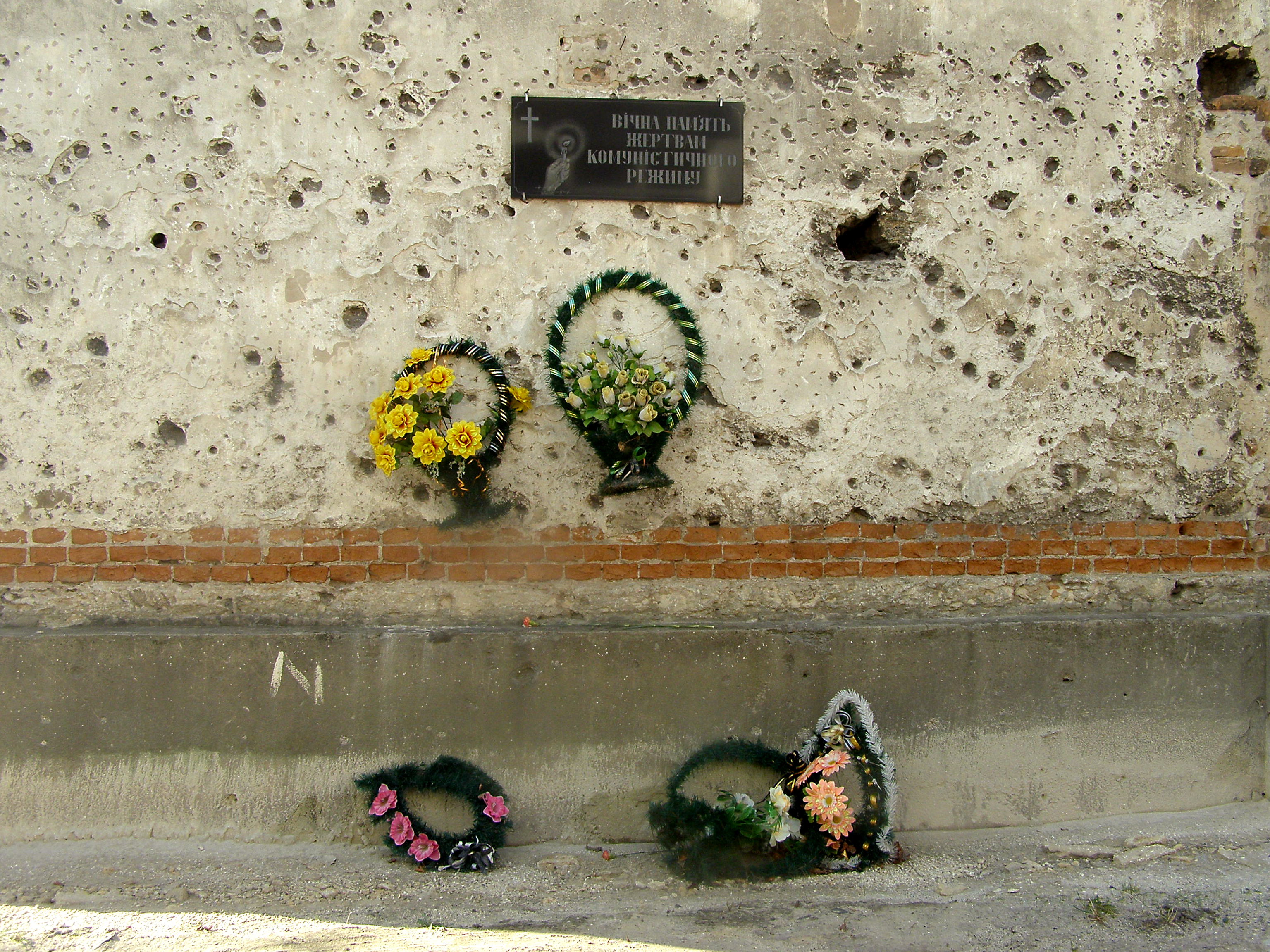
Memorial às vítimas do regime comunista.
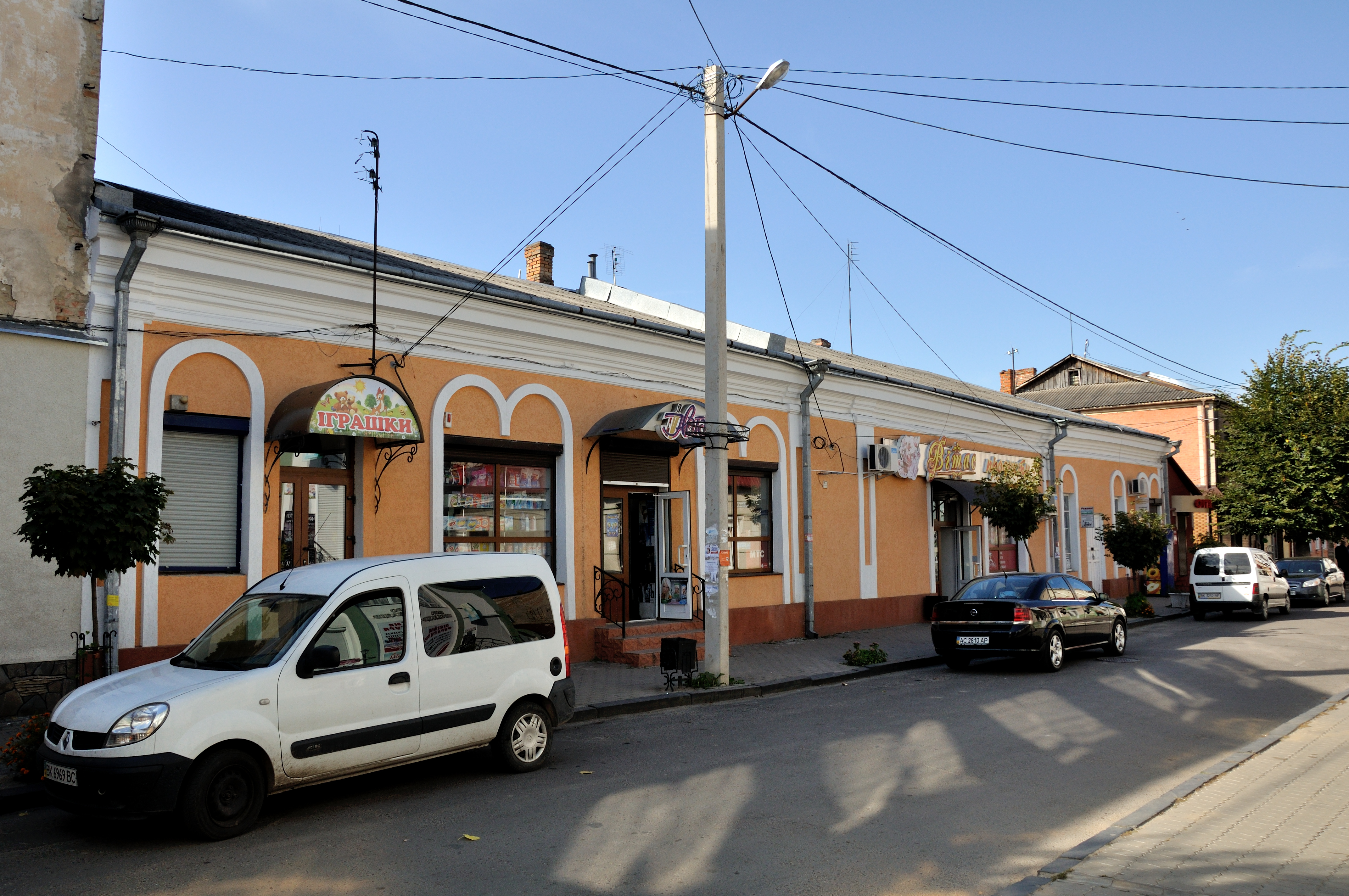
Casa do comerciante em Dubno.
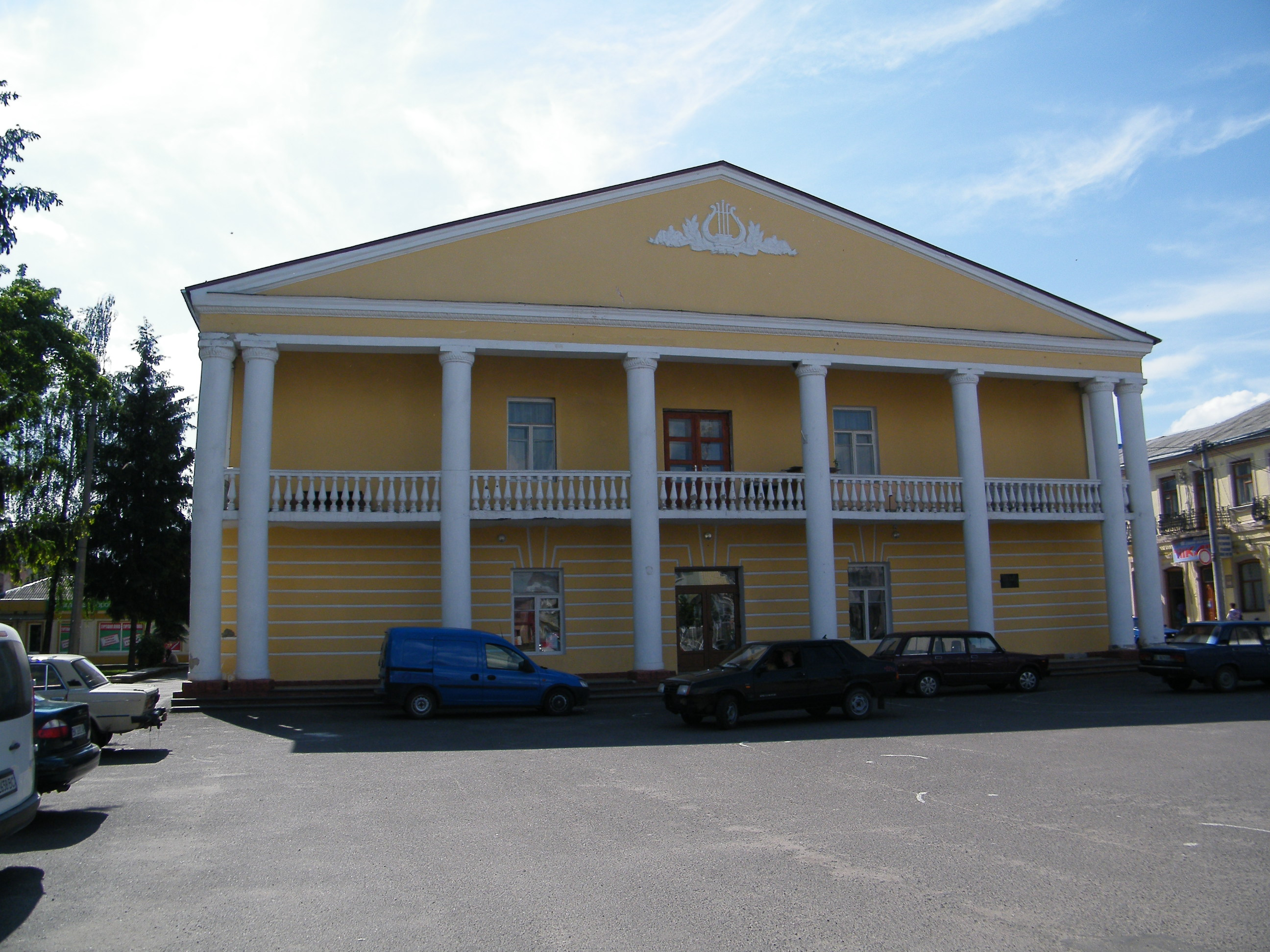
Casa dos Contratos.
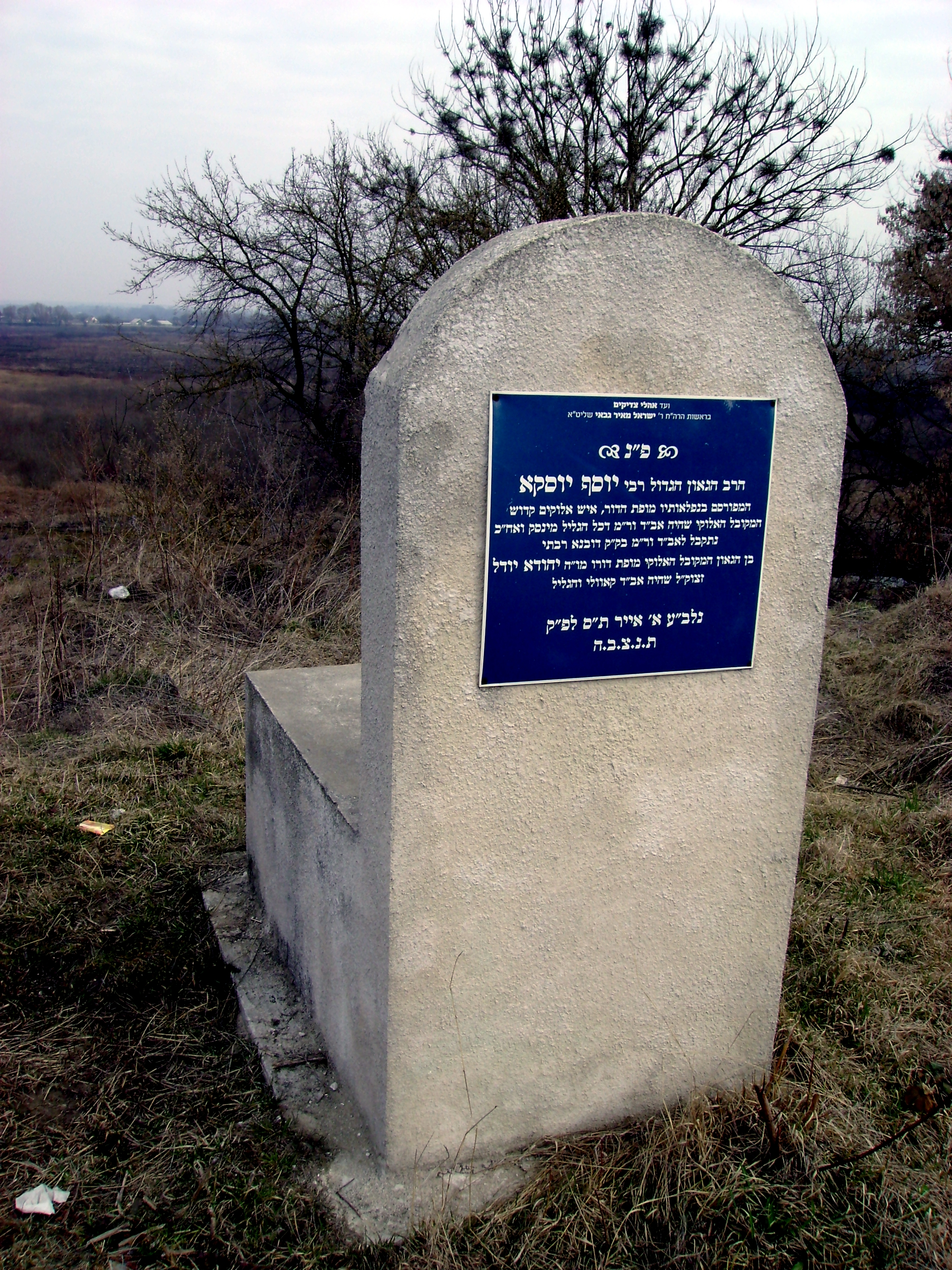
Túmulo de Yosef Yaakov (Yoska) Sabatka em Dubno.

## Notáveis
- Yosef Yaakov (Yoska) Sabatka, Rabbi Yosef, Rabino de Dubno
- Jacob ben Wolf Kranz, Dubner Maggid
- Axel Freiherr von dem Bussche-Streithorst
- Rafał Leszczyński (1650–1703)
- Aleksander Dominik Lubomirski
- Józef Karol Lubomirski
- Katarzyna Ostrogska (1560-1579)
- Stanisław Skalski, ás de caça polonês da Força Aérea Polonesa na Segunda Guerra Mundial, brigadeiro-general, participante da Batalha da Inglaterra.
- Wiktor Poliszczuk
- Joseph Soloveitchik
- Vyacheslav Ivanovich Zof
- Roman Toporow

## Relações Internacionais

### Cidades gêmeas — cidades irmãs
Dubno é geminada com:
- Giżycko, Polônia,
- Sokołów Podlaski, Polônia.